# UTC+10:30

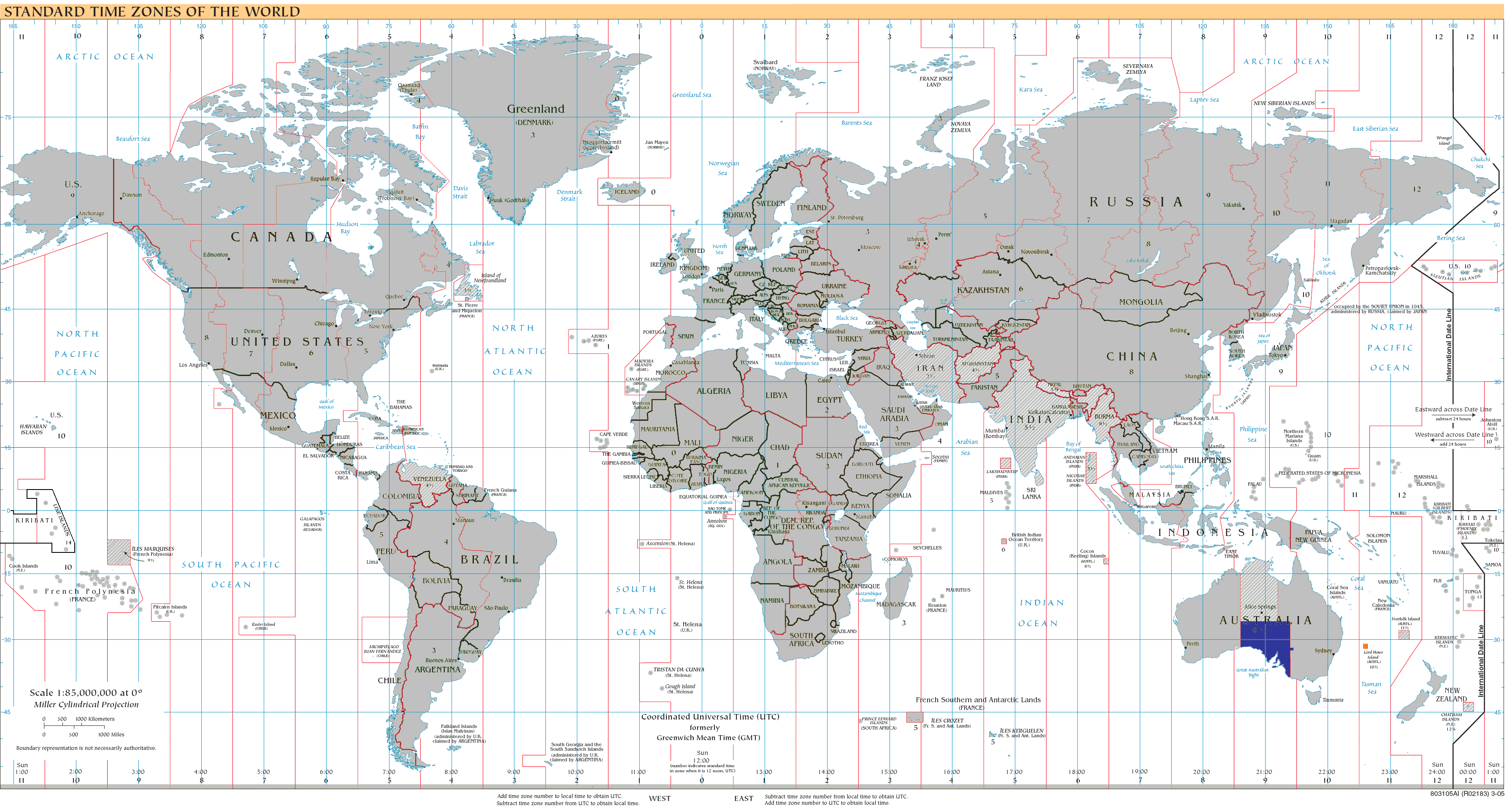
Az UTC+10:30 területei:

Az UTC+10:30 egy időeltolódás, amely tíz és fél órával van előrébb az egyezményes koordinált világidőtől (UTC).

## Alap időzónaként használó területek (a déli félteke telein)

### Ausztrália
- Ausztrália
  - Lord Howe-szigetcsoport

## Nyári időszámításként használó területek (a déli félteke nyarain)

### Ausztrália
- Ausztrália
  - Új-Dél-Wales
    - Broken Hill

  - Dél-Ausztrália

## Időzóna ebben az időeltolódásban
| Időzóna neve angolul             | Időzóna neve magyarul       | Időzóna rövidítése |
| -------------------------------- | --------------------------- | ------------------ |
| Australian Central Daylight Time | Ausztrál központi nyári idő | ACDT               |
| Lord Howe Standard Time          | Lorde Howe-i téli idő       | LHST               |

## Fordítás
Ez a szócikk részben vagy egészben  az   UTC+10:30 című angol Wikipédia-szócikk ezen változatának fordításán alapul.  Az eredeti cikk szerkesztőit annak laptörténete sorolja fel. Ez a jelzés csupán a megfogalmazás eredetét és a szerzői jogokat jelzi, nem szolgál a cikkben szereplő információk forrásmegjelöléseként.

## Kapcsolódó szócikk
- UTC+09:30